# Nature Reviews Physics
Nature Reviews Physics – це щомісячний рецензований науковий журнал, який видається Nature Portfolio, та присвячений оглядовим публікаціям з фізики. Nature Reviews Physics був створений у 2019 році як оглядовий онлайн-журнал. Головний редактор – Юлія Георгеску (Лондон).

## Область застосування
Журнал публікує огляди літератури, систематичні огляди, перспективи, дорожню карту, технічний огляд, експертні рекомендації, коментарі, огляд за рік, точки зору та характеристики в усіх областях фундаментальної та прикладної фізики. 
Сфери та дисципліни, що представляють інтерес для Nature Reviews Physics, включають, але не обмежуються: 
- Атомна, молекулярна та оптична фізика
- Біофізика
- Фізика конденсованих середовищ і матеріалів
- Гідродинаміка
- Загальна фізика
- Гравітація, космологія та астрофізика
- Фізика високих енергій (частинки і поля, прискорювачі і пучки)
- Математична фізика
- Мережі
- Нелінійна динаміка
- Ядерна фізика
- Фотоніка
- Фізична хімія
- Фізика плазми
- Полімери та м'які речовини
- Квантова механіка, інформація та технології
- Програмне забезпечення та аналіз даних
- Статистична фізика
- Техніка та прилади
- Фізика і суспільство та історія фізики

## Імпакт фактор
Відповідно до Journal Citation Reports, імпакт-фактор Nature Reviews Physics 2021 року становить 36,273, що ставить його на 3 місце серед 161 журналів у категорії «Фізика, прикладна»  та на 2 місце з 86 журналів у категорії «Фізика, мультидисциплінарна». 